# Protolit
Protolit är en icke-metamorf ursprungsbergart för metamorfa bergarter. När metamorfa bergarter bildas kan dels protolitens mineralogi samt dess struktur och textur ändras, men den kemiska sammansättningen förblir densamma.